# Grabmal Wilhelm Paschen
Das Grabmal Wilhelm Paschen ist eine Erbbegräbnisstätte, die eine freistehende, denkmalgeschützte Spitzsäule umfasst. Diese dient als Gedenkstätte für den ehemaligen Bürgermeister der Stadt. Es gehört als Kleindenkmal zum Bützower Baudenkmal mit der Nummer 0269. Das Grabmal befindet sich auf dem Friedhof der Evangelischen Kirchengemeinde in Bützow, im Landkreis Rostock in Mecklenburg.

## Gedenkstein

### Gestaltung
Die Bützower Einwohnerschaft errichtete 1879 ihrem langjährigen Stadtoberhaupt und dessen Frau Benedicte (Lisette Wilhelmine), geb. Floerke (1816–1894) aus Dankbarkeit auf dem Friedhof zu Bützow ein Monument. Der Gedenkstein besteht aus einem abgestuften, zweieinhalb Meter hohen Obelisken aus Granit mit vier eingelassenen Widmungsflächen, von denen drei beschriftet sind.
Inschrift Wilhelm Paschen
Inschrift Benedicte Paschen
Widmungsinschrift
Grabsprüche

## Biografie

### Leben
(Heinrich Friedrich) Wilhelm Paschen [GND 1352385724], geboren am 5. Juli 1806 in Schwerin, war das zweite von acht Kindern des ursprünglich aus Wittenburg stammenden Regierungsregistrators und späteren Hofrats Carl Friedrich Paschen sowie dessen Frau Sophie Christiane, geborene Hommel. Sein ältester Bruder war der Jurist und Geodät Friedrich Paschen (1804–1873), während ein weiterer Bruder, August Philipp Conrad Paschen (1814–1882), als Jurist und Abgeordneter in der Mecklenburgischen Abgeordnetenversammlung tätig war.
Nach dem Erwerb des Abiturs am Gymnasium Fridericianum in Schwerin zu Ostern 1826 widmete sich Paschen dem Jurastudium an den Universitäten Berlin (?), Rostock und Göttingen 1830 trat er dem Corps Vandalia Rostock bei, nachdem er zuvor bereits Göttinger Vandale gewesen war. Nach dem Abschluss seines Studiums arbeitete er zunächst als Advokat in Schwerin, wo er zuletzt zugleich als Auditor am Magistratskollegium tätig war. 1836 wurde er Bürgermeister in Brüel. Am 7. Oktober 1836 heiratete er in Schwerin Benedicte (Lisette Wilhelmine), geb. Floerke (1816–1894), eine aus Goldberg gebürtige Tochter des seit 1832 als Bürgermeister und Gerichtsrat in Schwerin wirkenden Juristen Theodor Floerke (1773–1853). Im August 1837 wurde er zum Bürgermeister und Stadtrichter von Bützow berufen und trat im Oktober desselben Jahres sein Amt an. Der Hofrat Paschen verstarb am 29. Januar 1879 nach kurzer Krankheit im Alter von 72 Jahren in Bützow. Auf den Wunsch der gesamten Bevölkerung von Bützow wurde sein Sohn, (Franz) Friedrich Paschen (1850–1928), als Nachfolger im Amt des Stadtoberhaupts bestimmt.

### Wirken
In der 41-jährigen Amtszeit Paschens wurden zahlreiche bedeutende Projekte realisiert:
1849
- Neubau des Rathauses mit der Bürgerschule am Markt.
- Errichtung des ersten Empfangsgebäudes der Mecklenburgischen Eisenbahngesellschaft.

1850
- Eröffnung der Eisenbahnstrecken Bad Kleinen–Rostock und der Zweigstrecke Bützow–Güstrow.
- Förderung des Handwerks und Handels sowie Verbesserung der hygienischen Bedingungen in der Stadt Bützow.

1860
- Neubau des Realgymnasiums am Ausfall.

1862
- Errichtung des ersten Gaswerks mit einem Gasometer an der Bleiche.

### Auszeichnungen
- 1867: Titel Hofrat[10]
- Ehrenbürger der Stadt Bützow[11]

## Bützower Baudenkmal Nr. 0269
Dem Bützower Baudenkmal Nr. 0269 sind folgende Denkmale und Kleindenkmale untergliedert:
- Friedhof
- Friedhofskapelle
- Mausoleen
- Jüdischer Friedhof
- Ehrenfriedhof mit Mahnmal für Opfer des Nationalsozialismus
- Grabmal Ernst Mundt
- Grabmal Wilhelm Paschen und Frau
- Grabmal Heinrich Lenschau